# Eleições autárquicas portuguesas de 2001 no distrito do Porto
| Eleições autárquicas portuguesas de 2001 Distritos: Aveiro \| Beja \| Braga \| Bragança \| Castelo Branco \| Coimbra \| Évora \| Faro \| Guarda \| Leiria \| Lisboa \| Portalegre \| Porto \| Santarém \| Setúbal \| Viana do Castelo \| Vila Real \| Viseu \| Açores \| Madeira |

## Resultados por concelho
Os resultados nos concelhos do Distrito do Porto foram os seguintes:

### Amarante
| Partido                 | Partido                        | Votos  | %               | +/-   | Vereadores | +/-     |
| ----------------------- | ------------------------------ | ------ | --------------- | ----- | ---------- | ------- |
|                         | Partido Socialista             | 14 534 | 46,69 / 100,00  | 11,79 | 4 / 7      | 1       |
|                         | Partido Social Democrata       | 12 616 | 40,53 / 100,00  | -     | 3 / 7      | -       |
|                         | Bloco de Esquerda              | 1 138  | 3,66 / 100,00   | Novo  | 0 / 7      | Novo    |
|                         | Partido Popular                | 883    | 2,84 / 100,00   | 24,98 | 0 / 7      | 2       |
|                         | Coligação Democrática Unitária | 825    | 2,65 / 100,00   | 0,23  | 0 / 7      | Estável |
| Votos Inválidos         | Votos Inválidos                | 1 135  | 3,64 / 100,00   | 1,68  |            |         |
| Total                   | Total                          | 31 131 | 100,00 / 100,00 |       | 7 / 7      |         |
| Eleitorado/Participação | Eleitorado/Participação        | 47 993 | 64,87 / 100,00  | 0,25  |            |         |

### Baião
| Partido                 | Partido                        | Votos  | %               | +/-  | Vereadores | +/-     |
| ----------------------- | ------------------------------ | ------ | --------------- | ---- | ---------- | ------- |
|                         | Partido Social Democrata       | 7 087  | 48,85 / 100,00  | 1,87 | 4 / 7      | Estável |
|                         | Partido Socialista             | 6 754  | 46,55 / 100,00  | 4,17 | 3 / 7      | Estável |
|                         | Coligação Democrática Unitária | 202    | 1,39 / 100,00   | 0,07 | 0 / 7      | Estável |
|                         | Partido Popular                | 121    | 0,83 / 100,00   | 1,80 | 0 / 7      | Estável |
| Votos Inválidos         | Votos Inválidos                | 344    | 2,37 / 100,00   | 0,45 |            |         |
| Total                   | Total                          | 14 508 | 100,00 / 100,00 |      | 7 / 7      |         |
| Eleitorado/Participação | Eleitorado/Participação        | 18 799 | 77,17 / 100,00  | 4,41 |            |         |

### Felgueiras
| Partido                 | Partido                        | Votos  | %               | +/-  | Vereadores | +/-     |
| ----------------------- | ------------------------------ | ------ | --------------- | ---- | ---------- | ------- |
|                         | Partido Socialista             | 17 085 | 52,69 / 100,00  | 3,58 | 4 / 7      | Estável |
|                         | Partido Social Democrata       | 12 683 | 39,11 / 100,00  | 1,61 | 3 / 7      | Estável |
|                         | CDS-PPM                        | 1 043  | 3,22 / 100,00   | Novo | 0 / 7      | Novo    |
|                         | Coligação Democrática Unitária | 826    | 2,55 / 100,00   | 0,29 | 0 / 7      | Estável |
| Votos Inválidos         | Votos Inválidos                | 790    | 2,44 / 100,00   | 0,17 |            |         |
| Total                   | Total                          | 32 427 | 100,00 / 100,00 |      | 7 / 7      |         |
| Eleitorado/Participação | Eleitorado/Participação        | 43 461 | 74,61 / 100,00  | 0,76 |            |         |

### Gondomar
| Partido                 | Partido                        | Votos   | %               | +/-  | Vereadores | +/-     |
| ----------------------- | ------------------------------ | ------- | --------------- | ---- | ---------- | ------- |
|                         | Partido Social Democrata       | 44 348  | 59,17 / 100,00  | 8,27 | 7 / 11     | 2       |
|                         | Partido Socialista             | 19 009  | 25,36 / 100,00  | 5,77 | 3 / 11     | 1       |
|                         | Coligação Democrática Unitária | 5 740   | 7,66 / 100,00   | 0,22 | 1 / 11     | 1       |
|                         | Partido Popular                | 2 051   | 2,74 / 100,00   | 1,29 | 0 / 11     | Estável |
|                         | Bloco de Esquerda              | 824     | 1,10 / 100,00   | Novo | 0 / 11     | Novo    |
| Votos Inválidos         | Votos Inválidos                | 2 973   | 3,97 / 100,00   | 0,46 |            |         |
| Total                   | Total                          | 74 945  | 100,00 / 100,00 |      | 11 / 11    |         |
| Eleitorado/Participação | Eleitorado/Participação        | 129 546 | 57,85 / 100,00  | 7,50 |            |         |

### Lousada
| Partido                 | Partido                        | Votos  | %               | +/-  | Vereadores | +/-     |
| ----------------------- | ------------------------------ | ------ | --------------- | ---- | ---------- | ------- |
|                         | Partido Socialista             | 14 598 | 62,34 / 100,00  | 3,15 | 5 / 7      | Estável |
|                         | PSD-CDS                        | 7 688  | 32,83 / 100,00  | -    | 2 / 7      | -       |
|                         | Coligação Democrática Unitária | 561    | 2,40 / 100,00   | 0,69 | 0 / 7      | Estável |
| Votos Inválidos         | Votos Inválidos                | 569    | 2,43 / 100,00   | 0,37 |            |         |
| Total                   | Total                          | 23 416 | 100,00 / 100,00 |      | 7 / 7      |         |
| Eleitorado/Participação | Eleitorado/Participação        | 31 291 | 74,83 / 100,00  | 1,22 |            |         |

### Maia
| Partido                 | Partido                        | Votos  | %               | +/-  | Vereadores | +/-     |
| ----------------------- | ------------------------------ | ------ | --------------- | ---- | ---------- | ------- |
|                         | PSD-CDS                        | 29 853 | 56,30 / 100,00  | -    | 6 / 9      | -       |
|                         | Partido Socialista             | 15 748 | 29,70 / 100,00  | 0,49 | 3 / 9      | Estável |
|                         | Coligação Democrática Unitária | 2 834  | 5,35 / 100,00   | 0,88 | 0 / 9      | Estável |
|                         | Bloco de Esquerda              | 899    | 1,70 / 100,00   | Novo | 0 / 9      | Novo    |
|                         | PCTP/MRPP                      | 608    | 1,15 / 100,00   | -    | 0 / 9      | -       |
| Votos Inválidos         | Votos Inválidos                | 3 079  | 5,81 / 100,00   | 1,61 |            |         |
| Total                   | Total                          | 53 021 | 100,00 / 100,00 |      | 9 / 9      |         |
| Eleitorado/Participação | Eleitorado/Participação        | 90 844 | 58,36 / 100,00  | 4,84 |            |         |

### Marco de Canaveses
| Partido                 | Partido                        | Votos  | %               | +/-   | Vereadores | +/-     |
| ----------------------- | ------------------------------ | ------ | --------------- | ----- | ---------- | ------- |
|                         | Partido Popular                | 14 300 | 52,03 / 100,00  | 4,01  | 4 / 7      | Estável |
|                         | Partido Socialista             | 6 467  | 23,53 / 100,00  | 12,30 | 2 / 7      | 1       |
|                         | Partido Social Democrata       | 4 952  | 18,02 / 100,00  | -     | 1 / 7      | -       |
|                         | Coligação Democrática Unitária | 827    | 3,01 / 100,00   | 0,81  | 0 / 7      | Estável |
| Votos Inválidos         | Votos Inválidos                | 938    | 3,41 / 100,00   | 0,91  |            |         |
| Total                   | Total                          | 27 484 | 100,00 / 100,00 |       | 7 / 7      |         |
| Eleitorado/Participação | Eleitorado/Participação        | 39 328 | 69,88 / 100,00  | 2,55  |            |         |

### Matosinhos
| Partido                 | Partido                        | Votos   | %               | +/-  | Vereadores | +/-  |
| ----------------------- | ------------------------------ | ------- | --------------- | ---- | ---------- | ---- |
|                         | Partido Socialista             | 37 348  | 54,06 / 100,00  | 8,41 | 6 / 11     | 2    |
|                         | PSD-CDS                        | 21 757  | 31,49 / 100,00  | -    | 4 / 11     | -    |
|                         | Coligação Democrática Unitária | 5 348   | 7,74 / 100,00   | 0,56 | 1 / 11     | 1    |
|                         | Bloco de Esquerda              | 1 699   | 2,46 / 100,00   | Novo | 0 / 11     | Novo |
| Votos Inválidos         | Votos Inválidos                | 2 937   | 4,25 / 100,00   | 0,49 |            |      |
| Total                   | Total                          | 69 089  | 100,00 / 100,00 |      | 11 / 11    |      |
| Eleitorado/Participação | Eleitorado/Participação        | 131 542 | 52,52 / 100,00  | 3,72 |            |      |

### Paços de Ferreira
| Partido                 | Partido                        | Votos  | %               | +/-  | Vereadores | +/-     |
| ----------------------- | ------------------------------ | ------ | --------------- | ---- | ---------- | ------- |
|                         | Partido Social Democrata       | 15 001 | 56,59 / 100,00  | 4,12 | 5 / 7      | Estável |
|                         | Partido Socialista             | 8 318  | 31,38 / 100,00  | 7,31 | 2 / 7      | Estável |
|                         | Partido Popular                | 1 958  | 7,39 / 100,00   | 1,92 | 0 / 7      | Estável |
|                         | Coligação Democrática Unitária | 611    | 2,31 / 100,00   | 1,05 | 0 / 7      | Estável |
| Votos Inválidos         | Votos Inválidos                | 618    | 2,33 / 100,00   | 0,22 |            |         |
| Total                   | Total                          | 26 506 | 100,00 / 100,00 |      | 7 / 7      |         |
| Eleitorado/Participação | Eleitorado/Participação        | 38 603 | 68,66 / 100,00  | 0,47 |            |         |

### Paredes
| Partido                 | Partido                        | Votos  | %               | +/-  | Vereadores | +/-     |
| ----------------------- | ------------------------------ | ------ | --------------- | ---- | ---------- | ------- |
|                         | Partido Social Democrata       | 27 188 | 61,85 / 100,00  | 5,53 | 7 / 9      | 1       |
|                         | Partido Socialista             | 10 805 | 24,58 / 100,00  | 1,73 | 2 / 9      | Estável |
|                         | Partido Popular                | 3 020  | 6,87 / 100,00   | 4,66 | 0 / 9      | 1       |
|                         | Coligação Democrática Unitária | 1 687  | 3,84 / 100,00   | 0,57 | 0 / 9      | Estável |
| Votos Inválidos         | Votos Inválidos                | 1 260  | 2,86 / 100,00   | 0,28 |            |         |
| Total                   | Total                          | 43 960 | 100,00 / 100,00 |      | 9 / 9      |         |
| Eleitorado/Participação | Eleitorado/Participação        | 62 365 | 70,49 / 100,00  | 2,26 |            |         |

### Penafiel
| Partido                 | Partido                        | Votos  | %               | +/-   | Vereadores | +/-     |
| ----------------------- | ------------------------------ | ------ | --------------- | ----- | ---------- | ------- |
|                         | PSD-CDS                        | 21 699 | 50,32 / 100,00  | -     | 5 / 9      | -       |
|                         | Partido Socialista             | 17 035 | 39,50 / 100,00  | 11,00 | 4 / 9      | 1       |
|                         | Coligação Democrática Unitária | 1 925  | 4,46 / 100,00   | 0,91  | 0 / 9      | Estável |
|                         | Grupo de Cidadãos              | 1 326  | 3,07 / 100,00   | Novo  | 0 / 9      | Novo    |
| Votos Inválidos         | Votos Inválidos                | 1 140  | 2,64 / 100,00   | 0,31  |            |         |
| Total                   | Total                          | 43 125 | 100,00 / 100,00 |       | 9 / 9      |         |
| Eleitorado/Participação | Eleitorado/Participação        | 55 077 | 78,30 / 100,00  | 1,61  |            |         |

### Porto
| Partido                 | Partido                        | Votos   | %               | +/-   | Vereadores | +/-     |
| ----------------------- | ------------------------------ | ------- | --------------- | ----- | ---------- | ------- |
|                         | PSD-CDS                        | 50 724  | 42,75 / 100,00  | 16,45 | 6 / 13     | 2       |
|                         | Partido Socialista             | 45 634  | 38,46 / 100,00  | 17,30 | 6 / 13     | 2       |
|                         | Coligação Democrática Unitária | 12 425  | 10,47 / 100,00  | 0,80  | 1 / 13     | Estável |
|                         | Bloco de Esquerda              | 3 037   | 2,56 / 100,00   | Novo  | 0 / 13     | Novo    |
|                         | PCTP/MRPP                      | 1 013   | 0,85 / 100,00   | 0,41  | 0 / 13     | Estável |
|                         | Partido Humanista              | 530     | 0,45 / 100,00   | Novo  | 0 / 13     | Novo    |
| Votos Inválidos         | Votos Inválidos                | 5 286   | 4,45 / 100,00   | 0,01  |            |         |
| Total                   | Total                          | 118 649 | 100,00 / 100,00 |       | 13 / 13    |         |
| Eleitorado/Participação | Eleitorado/Participação        | 245 805 | 48,27 / 100,00  | 0,16  |            |         |

### Póvoa de Varzim
| Partido                 | Partido                        | Votos  | %               | +/-  | Vereadores | +/-     |
| ----------------------- | ------------------------------ | ------ | --------------- | ---- | ---------- | ------- |
|                         | Partido Social Democrata       | 19 373 | 64,57 / 100,00  | 2,20 | 7 / 9      | 1       |
|                         | Partido Socialista             | 5 196  | 17,32 / 100,00  | 0,28 | 1 / 9      | Estável |
|                         | Partido Popular                | 3 129  | 10,43 / 100,00  | 1,08 | 1 / 9      | 1       |
|                         | Coligação Democrática Unitária | 1 395  | 4,65 / 100,00   | 3,04 | 0 / 9      | Estável |
| Votos Inválidos         | Votos Inválidos                | 909    | 3,03 / 100,00   | 0,03 |            |         |
| Total                   | Total                          | 30 002 | 100,00 / 100,00 |      | 9 / 9      | 2       |
| Eleitorado/Participação | Eleitorado/Participação        | 50 687 | 59,19 / 100,00  | 4,73 |            |         |

### Santo Tirso
| Partido                 | Partido                        | Votos  | %               | +/-  | Vereadores | +/-     |
| ----------------------- | ------------------------------ | ------ | --------------- | ---- | ---------- | ------- |
|                         | Partido Socialista             | 19 859 | 48,34 / 100,00  | 2,51 | 5 / 9      | Estável |
|                         | Partido Social Democrata       | 16 572 | 40,34 / 100,00  | 1,39 | 4 / 9      | Estável |
|                         | Coligação Democrática Unitária | 1 971  | 4,80 / 100,00   | 0,18 | 0 / 9      | Estável |
|                         | Partido Popular                | 1 587  | 3,86 / 100,00   | -    | 0 / 9      | -       |
| Votos Inválidos         | Votos Inválidos                | 1 096  | 2,67 / 100,00   | 0,13 |            |         |
| Total                   | Total                          | 41 085 | 100,00 / 100,00 |      | 9 / 9      |         |
| Eleitorado/Participação | Eleitorado/Participação        | 60 268 | 68,17 / 100,00  | 0,87 |            |         |

### Trofa
| Partido                 | Partido                        | Votos  | %               | Vereadores |
| ----------------------- | ------------------------------ | ------ | --------------- | ---------- |
|                         | Partido Social Democrata       | 13 897 | 64,48 / 100,00  | 5 / 7      |
|                         | Partido Socialista             | 5 044  | 23,40 / 100,00  | 2 / 7      |
|                         | Partido Popular                | 1 352  | 6,27 / 100,00   | 0 / 7      |
|                         | Coligação Democrática Unitária | 629    | 2,92 / 100,00   | 0 / 7      |
| Votos Inválidos         | Votos Inválidos                | 629    | 2,92 / 100,00   |            |
| Total                   | Total                          | 21 551 | 100,00 / 100,00 | 7 / 7      |
| Eleitorado/Participação | Eleitorado/Participação        | 29 485 | 73,09 / 100,00  |            |

### Valongo
| Partido                 | Partido                        | Votos  | %               | +/-  | Vereadores | +/-     |
| ----------------------- | ------------------------------ | ------ | --------------- | ---- | ---------- | ------- |
|                         | Partido Social Democrata       | 21 801 | 56,11 / 100,00  | 2,66 | 6 / 9      | Estável |
|                         | Partido Socialista             | 12 579 | 32,38 / 100,00  | 3,02 | 3 / 9      | Estável |
|                         | Coligação Democrática Unitária | 2 347  | 6,04 / 100,00   | 0,21 | 0 / 9      | Estável |
|                         | Bloco de Esquerda              | 459    | 1,18 / 100,00   | Novo | 0 / 9      | Novo    |
| Votos Inválidos         | Votos Inválidos                | 1 668  | 4,29 / 100,00   | 0,10 |            |         |
| Total                   | Total                          | 38 854 | 100,00 / 100,00 |      | 9 / 9      |         |
| Eleitorado/Participação | Eleitorado/Participação        | 67 755 | 57,34 / 100,00  | 5,20 |            |         |

### Vila do Conde
| Partido                 | Partido                        | Votos  | %               | +/-  | Vereadores | +/-     |
| ----------------------- | ------------------------------ | ------ | --------------- | ---- | ---------- | ------- |
|                         | Partido Socialista             | 21 067 | 53,64 / 100,00  | 8,96 | 5 / 9      | 1       |
|                         | PSD-CDS                        | 15 613 | 39,75 / 100,00  | -    | 4 / 9      | -       |
|                         | Coligação Democrática Unitária | 1 163  | 2,96 / 100,00   | 0,28 | 0 / 9      | Estável |
|                         | Bloco de Esquerda              | 400    | 1,02 / 100,00   | Novo | 0 / 9      | Novo    |
| Votos Inválidos         | Votos Inválidos                | 1 033  | 2,63 / 100,00   | 0,07 |            |         |
| Total                   | Total                          | 39 276 | 100,00 / 100,00 |      | 9 / 9      |         |
| Eleitorado/Participação | Eleitorado/Participação        | 59 043 | 66,52 / 100,00  | 1,82 |            |         |

### Vila Nova de Gaia
| Partido                 | Partido                        | Votos   | %               | +/-   | Vereadores | +/-     |
| ----------------------- | ------------------------------ | ------- | --------------- | ----- | ---------- | ------- |
|                         | PSD-CDS                        | 78 405  | 60,25 / 100,00  | -     | 8 / 11     | -       |
|                         | Partido Socialista             | 37 096  | 28,51 / 100,00  | 12,89 | 3 / 11     | 2       |
|                         | Coligação Democrática Unitária | 8 200   | 6,30 / 100,00   | 1,10  | 0 / 11     | Estável |
|                         | Bloco de Esquerda              | 1 572   | 1,21 / 100,00   | Novo  | 0 / 11     | Novo    |
|                         | Partido Humanista              | 601     | 0,46 / 100,00   | Novo  | 0 / 11     | Novo    |
| Votos Inválidos         | Votos Inválidos                | 4 249   | 3,27 / 100,00   | 0,15  |            |         |
| Total                   | Total                          | 130 123 | 100,00 / 100,00 |       | 11 / 11    |         |
| Eleitorado/Participação | Eleitorado/Participação        | 226 130 | 57,54 / 100,00  | 4,22  |            |         |